# Earomyia abietum
Earomyia abietum är en tvåvingeart som beskrevs av Mcalpine 1956. Earomyia abietum ingår i släktet Earomyia och familjen stjärtflugor. Inga underarter finns listade i Catalogue of Life.